# Amphimonhystrella parva
Amphimonhystrella parva is een rondwormensoort uit de familie van de Monhysteridae. De wetenschappelijke naam van de soort is voor het eerst geldig gepubliceerd in 2009 door Gagarin & Thanh.